# Blomberg-Fritschaffaire

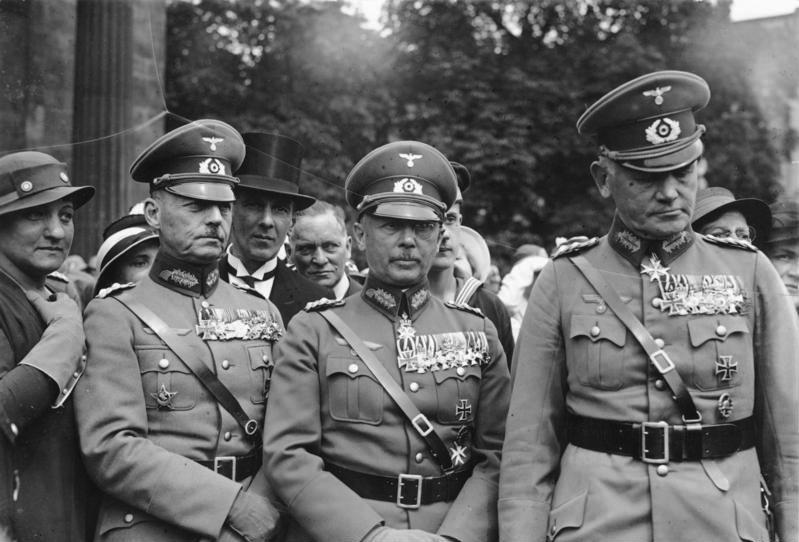
Van links naar rechts Gerd von Rundstedt, Werner von Fritsch en Werner von Blomberg in 1934.

De affaire-Blomberg-Fritsch (Duits: Blomberg-Fritsch-Krise) was een reeks van twee aan elkaar gerelateerde schandalen in 1938 die ertoe leidden dat Adolf Hitler een excuus kreeg om de hoge militairen Werner von Blomberg en Werner von Fritsch op een zijspoor te zetten en het leger te onderwerpen aan de nazi's. De Wehrmacht was tot dan toe nog het enige niet-genazificeerde instituut binnen Duitsland. Bovendien hadden Blomberg en Fritsch zich wellicht naar Hitlers mening te kritisch uitgelaten over de Duitse aanvalsplannen zoals besproken in het Hossbachmemorandum. Daarbij zagen Göring en Himmler beide mannen als gevaarlijke concurrenten en namen hun kans waar hen uit te schakelen toen de gelegenheid zich voordeed.

## Het Blomberg-schandaal
Blomberg was anno 1938 minister van Oorlog in Hitlers kabinet en vormde als zodanig de directe schakel tussen de partij en de Wehrmacht. Hij werd gezien als een van Hitlers trouwste volgelingen, wat hem de bijnaam "Rubberen Leeuw" opleverde. Als minister van Oorlog werkte Von Blomberg hard om zowel de kracht als de grootte van het Duitse leger, dat was ingeperkt door het Verdrag van Versailles, uit te breiden. Bovendien was Blomberg betrokken bij de Nacht van de Lange Messen, waarbij de SA werd uitgeschakeld door de NSDAP en de SS. Bij Blombergs huwelijk met de 25-jarige Erna Gruhn (ook wel "Eva" of "Margareta"), traden Hitler en Göring op als getuigen.
Een politieagent ontdekte echter dat Erna Gruhn in 1932 voor pornografische foto's had geposeerd. De politie had haar bovendien als prostituee geregistreerd. Bovendien was er in 1934 een aanklacht tegen haar ingediend door een heer die beweerde van haar diensten gebruik te hebben gemaakt en daarbij te zijn bestolen. De agent rapporteerde dat onmiddellijk aan de Gestapo en dus ook aan zijn baas, Hermann Göring. Göring informeerde Hitler en heeft hierbij wellicht de zaak ernstiger voorgesteld dan deze feitelijk was. Bovendien zou de man die de foto's had gemaakt een Tsjechische jood zijn met wie zij destijds samenwoonde. Dat was voor Hitler, met zijn smet- en ziektevrees en antisemitisme, meer dan genoeg om deze vrouw niet te tolereren. Hitler had naar verluidt meerdere keren een bad genomen, nadat hij Erna Gruhn de hand gekust had.
Hitler beval Blomberg onmiddellijk het huwelijk te annuleren. Toen Blomberg dit weigerde dwong Göring hem af te treden door te dreigen Erna Gruhn publiekelijk aan de schandpaal te nagelen. De partij zelf zat ook met het schandaal in de maag en volgens Goebbels was dit de ergste crisis sinds de Nacht van de Lange Messen. Hitler had zich in besloten kring lovend over Blomberg uitgelaten, maar kon hem nu niet meer als minister handhaven. Blomberg deed op 27 januari 1938 afstand van alle publieke functies. Hij en zijn vrouw werden een jaar verbannen naar het Italiaanse eiland Capri, met behoud van alle pensioenrechten als veldmaarschalk en een gouden handdruk van 50.000 mark.

## Het Fritsch-schandaal
Himmler en Göring waren niet blij met Blombergs beoogde opvolger, Fritsch. De Blomberg-affaire inspireerde hen ertoe om Fritsch op een soortgelijke manier ten val te brengen. Fritsch was ongetrouwd en had geen vriendin, omdat hij al zijn tijd in zijn carrière investeerde. De beschuldiging dat hij homoseksueel zou zijn lag daarom voor de hand. Bovendien had de Gestapo de hand gelegd op een politierapport over Fritsch en was er een jongeman die verklaarde en volhield betaald seksueel contact met Fritsch te hebben gehad, al beweerde Fritsch stelselmatig de jongen nog nooit gezien te hebben. Himmler, die in 1936 het dossier tevergeefs aan Hitler had willen overleggen, liet het nu met voorrang reconstrueren.
Friedrich Hossbach, Hitlers militaire adjudant, kreeg het dossier-Fritsch met het bevel tot volledige geheimhouding. Hossbach was bang voor een tweede schandaal dat de Wehrmacht in verlegenheid zou brengen en legde de zaak aan Fritsch voor, die de aantijgingen heftig ontkende. Hossbach rapporteerde dit aan Hitler.
Hitler was niet boos over deze ongehoorzaamheid, maar trok uit Fritsch' reactie aanvankelijk zelfs de conclusie dat de beschuldiging blijkbaar niet klopte en dat Fritsch wellicht gewoon de post kon krijgen. Toch twijfelde hij en op aandringen van Hossbach besprak Hitler de zaak met Fritsch. Deze begreep de aantijgingen niet en meende dat het te maken had met een aantal onschuldige lunches uit 1934 met een jongen van de Hitlerjugend in het kader van de Winterhilfe, waaruit boze tongen wellicht een homoseksuele verhouding afleidden. Fritsch meende het misverstand te kunnen uitleggen, maar het noemen van de lunches had een averechts effect op Hitler, zodat die Fritsch helemaal niet meer vertrouwde. Ook een confrontatie met de betreffende schandknaap Otto Schmidt, die beweerde betaald seksueel contact met Fritsch te hebben gehad, stelde Hitler niet gerust. Fritsch ontkende koelbloedig, terwijl Schmidt volhield. De koelbloedigheid interpreteerde Hitler als ingestudeerd toneelstukje (hij verwachtte dat Fritsch de zelfbeheersing zou verliezen en het dossier woedend voor zijn voeten zou smijten). Later werd Fritsch nogmaals in bijzijn van Schmidt ondervraagd door de Gestapo, waaruit weinig meer bleek dan dat Schmidts verhaal niet klopte. Fritsch kreeg toch de positie niet en werd gedegradeerd tot kolonel.

## Nadien
Beide affaires waren aanleiding voor Hitler om, op aandringen van Goebbels, Göring en Himmler, het leger te zuiveren. Göring en Himmler hadden actief bijgedragen aan de val van beide hoge militairen en hoopten nu zelf op de ministerspost. Deze verwachtingen werden niet waargemaakt. Görings hoogste militaire rang was kapitein geweest, wat de Wehrmacht als belediging zou kunnen opvatten. Himmlers ambities waren volstrekt onrealistisch, als hoofd van een toen nog relatief kleine, paramilitaire Schutzstaffel.
De Wehrmacht liet beide zaken onderzoeken. Ondanks dat Göring zelf de supervisie had over dit proces en er dus absoluut geen sprake was van onpartijdigheid, konden de beschuldigingen niet in stand blijven. De aantijgingen tegen Blomberg waren sterk overdreven en die tegen Fritsch volledig vals. Het politierapport bleek te gaan over een andere Fritsch dan Werner von Fritsch. Desalniettemin was de schade al aangericht en verstomde na de geslaagde Anschluss van 1938 iedere kritiek op Hitler. Hitler kon nu de top van de Wehrmacht reorganiseren en Walther von Brauchitsch en Wilhelm Keitel benoemen, die hem meer ter wille waren. De post van minister van Oorlog verviel. In plaats daarvan werden de legeronderdelen direct verantwoording verschuldigd aan Hitler zelf en werd een nieuwe overkoepelende gezamenlijke staf opgericht: het Oberkommando der Wehrmacht (OKW).
Het leger was de enige nog niet-genazificeerde instelling in Duitsland. Officieren waren vaak afkomstig uit de adel en hadden gemengde gevoelens over het nazisme. Weliswaar juichten ze herbewapening toe, maar waren de nazi's hen op een aantal punten te extreem. Bovendien heerste de opvatting dat het leger apolitiek diende te blijven en had de NSDAP bovendien geen invloed op benoemingen en promoties binnen het leger. Hoewel lagere rangen vaak beïnvloed waren door het nationaalsocialisme, hielden de hogere rangen afstand. Nu werd het leger ondergeschikt aan Hitler, waarmee de Gleichschaltung voltooid was. Hoewel vaak wordt aangenomen dat de affaire-Blomberg-Fritsch een doelbewuste strategie van Hitler en de NSDAP was om het leger tot onderwerping te dwingen, was de reactie hierop eerder te karakteriseren als een 'vlucht naar voren'. Dat de affaires Göring en Himmler goed uitkwamen en dat ze hier (ten dele met succes) hun voordeel mee hebben proberen te doen, staat echter eveneens vast.
Fritsch overleed op 22 september 1939 in Praga, bij Warschau, nadat hij gewond was geraakt en opzettelijk medische zorg had geweigerd. Blomberg bleef tot ver in de oorlog hoog over Hitler opgeven, maar werd wanhopig toen deze geen beroep meer deed op hem. Hij werd in 1945 gevangengenomen door de geallieerden, waarna hij getuige was op de Processen van Neurenberg. Zelfs daar werd hij gemeden door zijn voormalige kameraden. In 1946 overleed hij in gevangenschap.